# リタ・マルコチュリ
リタ・マルコチュリ（Rita Marcotulli、1959年3月10日 - ）は、イタリアのジャズ・ピアニスト、作曲家。

## 略歴
ローマ生まれのマルコチュリは、ニーノ・ロータやエンニオ・モリコーネなどとコラボレーションしたサウンド・エンジニアの娘である。5歳でピアノを始め、サンタ・チェチーリア音楽院でクラシック音楽の学位を取得した。
マルコチュリは1980年代初頭にプロとしてのキャリアをスタートし、1984年に最初のレコーディングを行った。リシャール・ガリアーノ、チェット・ベイカー、エンリコ・ラヴァ、ケニー・ホイーラー、ピーター・アースキン、スティーヴ・グロスマンなど、一連の著名なアーティストとのコラボレーションにより、数年でコンテンポラリー・ジャズ界の重要人物としての地位を確立した。
1987年、マルコチュリはNPRミュージック・ジャズ評論家投票で最優秀若手タレント賞にノミネートされた。1988年、彼女はビリー・コブハムと共にアメリカとヨーロッパをツアーし、コブハムのアルバム『Incoming』にも参加した。1996年にはサンレモ音楽祭でパット・メセニーとデュエットした。また、デューイ・レッドマンとは長年にわたって音楽関係を築いてきた。
マルコチュリのスタイルは主に即興に依存しており、ブラジル音楽、アフリカ音楽、インド音楽などから影響を受けている。
映画音楽や劇伴音楽の作曲家としても活躍し、2010年にはロッコ・パパレオ監督の映画『Basilicata Coast to Coast』のスコアでダヴィッド・ディ・ドナテッロ賞の最優秀スコアを受賞したほか、同部門でチャック・ドーロ賞とナストロ・ダルジェント賞を受賞した。

## ディスコグラフィ

### リーダー・アルバム
- The Woman Next Door (1998年、Label Bleu)
- Triboh (2000年、Polo Sud)
- Koiné (2002年、Le Chant du Monde)
- 『オスロ・パーティー』 - Oslo Party (2003年、Pony Canyon)
- L' Amico del Vento (2005年、Egea)
- The Light Side of the Moon (2006年、Le Chant du Monde)
- On the Edge of a Perfect Moment (2007年、Incipit)
- Zapping (2008年、Egea)
- Variazioni Su Tema (2011年、S'ARD)
- Basilicata Coast to Coast (2011年、Alice)
- La Conversazione (2013年、Abeat)
- Paolo & Rita (2015年)
- TrioKala (2016年、Nicolosi)

### 参加アルバム
ジャンマリア・テスタ
- Lampo (1998年)
- Altre Latitudini (2003年、Le Chant du Monde)

ミッシェル・ベニータ
- Preferences (1990年、Label Bleu)
- Soul (1993年、Label Bleu)

その他
- マリア・ピア・デ・ヴィト : Nauplia (1995年、Egea)
- デューイ・レッドマン : In London (1998年、Palmetto)
- ビリー・コブハム : Incoming (1989年)[7]